# مقاطعة بافق
مقاطعة بافق (بالفارسية: شهرستان بافق) هي مقاطعة في محافظة يزد في إيران. عاصمة المقاطعة هي بافق. في تعداد عام 2006، بلغ عدد السكان 36930 نسمة. المقاطعة لديها مدينة واحدة فقط: بافق.

## وصلات خارجية
- دخول بافق في الموسوعة الإيرانية